# Bernabe Lovina
Bernabe Obana Lovina (né le 11 juin 1921 à San Quintin, mort le 15 avril 1985 à San Francisco) est un athlète philippin, spécialiste du sprint.
Il remporte deux médailles de bronze lors de la 1re édition des Jeux asiatiques de 1951 après avoir participé aux Jeux olympiques d'été de 1948.